# Rick Rush
Rick Rush, Geburtsname Richard Allen Rush (* 16. Oktober 1946 in Mobile, Alabama), ist ein US-amerikanischer Künstler, der durch seine Bilder amerikanischer Sportmotive bekannt geworden ist. Rush stellt insbesondere emotionale Momente des amerikanischen Sports dar.
Rush konnte ab 1975 von seinem künstlerischen Schaffen leben. Viele seiner Werke sind als Kunstdruck reproduziert worden. Rick Rushs Arbeiten werden von der Jireh Publishing vertrieben, eine Firma die von Don Rush, einen Bruder des Künstlers, geleitet wird. Einige  Originale befinden sich im All England Club von Wimbledon.
Rush erlangte landesweite Aufmerksamkeit, als er 1998 von Tiger Woods verklagt wurde, weil er seinen Namen und Abbild in einem Bild (The Masters of Augusta) ohne dessen Genehmigung verwendete. Die Klage gegen Rush blieb jedoch erfolglos.
Rush nimmt regelmäßig an Kunstaktionstagen an einer Schule in Tuscaloosa teil, um entsprechende Begabungen bei den Schülern zu fördern.
Er ist verheiratet mit Susie (geb. Perdue), das Paar hat 5 Kinder.

## Auszeichnungen
- 2011 Auszeichnung zum Sport Artist Of The Year in USA[1]